# Lagonosticta umbrinodorsalis
Lagonosticta umbrinodorsalis là một loài chim trong họ Estrildidae.